# Delphine Darbellay
Delphine Darbellay (ur. 23 października 2002) – szwajcarska narciarka alpejska, srebrna medalistka mistrzostw świata.

## Kariera
Po raz pierwszy na arenie międzynarodowej pojawiła się 15 listopada 2008 roku w Diavolezzy, gdzie w zawodach FIS zajęła 36. miejsce w slalomie. W 2022 roku wystartowała na mistrzostwach świata juniorów w Panoramie, gdzie wywalczyła brązowy medal w zawodach drużynowych.
W Pucharze Świata zadebiutowała 18 marca 2022 roku w Méribel, gdzie razem z kolegami z reprezentacji zwyciężyła w zawodach drużynowych. W zawodach indywidualnych pierwszy występ zanotowała 18 grudnia 2024 roku w Semmering, gdzie nie ukończyła pierwszego przejazdu w gigancie. 
W 2025 roku wystartowała na mistrzostwach świata w Saalbach, gdzie razem z Lucą Aernim, Wendy Holdener i Thomasem Tumlerem zdobyła srebrny medal w rywalizacji drużynowej.

## Osiągnięcia

### Mistrzostwa świata
| Miejsce | Dzień    | Rok  | Miejscowość | Konkurencja | Czas biegu | Strata | Zwyciężczyni |
| ------- | -------- | ---- | ----------- | ----------- | ---------- | ------ | ------------ |
| 2.      | 4 lutego | 2025 | Saalbach    | Drużynowo   | -          | -      | Włochy       |

### Mistrzostwa świata juniorów
| Miejsce | Dzień     | Rok  | Miejscowość   | Konkurencja | Czas biegu | Strata | Zwyciężczyni         |
| ------- | --------- | ---- | ------------- | ----------- | ---------- | ------ | -------------------- |
| 1.      | 5 lutego  | 2011 | Crans-Montana | Kombinacja  | ?          | -      | -                    |
| 5.      | 21 lutego | 2013 | Québec        | Slalom      | 1:52,10    | +0,81  | Magdalena Fjällström |
| 14.     | 22 lutego | 2013 | Québec        | Gigant      | 2:22,23    | +2,18  | Lisa-Maria Zeller    |
| 2.      | 23 lutego | 2013 | Québec        | Drużynowo   | -          | -      | Szwecja              |

### Puchar Świata

#### Miejsca w klasyfikacji generalnej
- sezon 2019/2020: 6.
- sezon 2020/2021: 10.
- sezon 2021/2022: 14.
- sezon 2022/2023: 7.
- sezon 2023/2024: 57.
- sezon 2024/2025:

#### Miejsca na podium w zawodach
Darbellay nie stawała na podium zawodów PŚ.